# 핀란드 요리

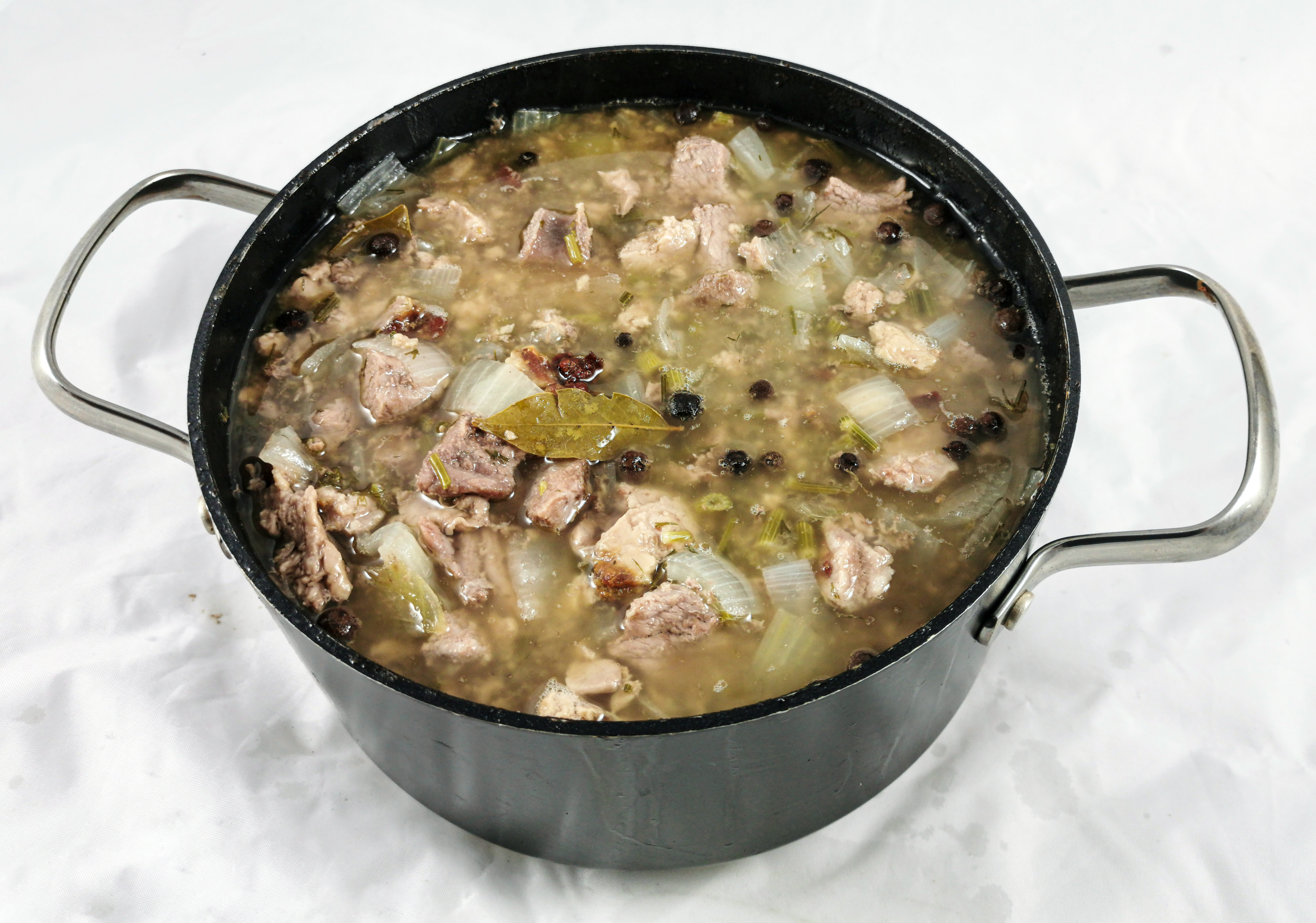
카리알란파이스티

핀란드 요리(Finland 料理, 핀란드어: suomalainen keittiö 수오말라이넨 케이티외[*])는 북유럽에 있는 핀란드의 요리이다. 유럽과 페노스칸디아, 서북 러시아적인 요소를 복합적으로 지니고 있다. 음식은 일반적으로 다른 북유럽의 요리처럼 간단하다. 호밀, 보리, 귀리와 같은 정맥하지 않는 곡물의 사용과 블루베리, 월귤, 산자나무 열매, 진들딸기 등과 같은 딸기류 열매의 사용으로 유명하다. 반면 향신료는 역사적으로 접근성이 낮았기 때문에 일반적으로 거의 대부분 사용하지 않았다. 과거에는 핀란드의 음식은 지역마다 종종 차이가 있었으며, 동쪽과 서쪽 지역의 음식의 차이가 컸다. 해안가나 강변가의 마을에서 생선은 요리에서 주요한 재료였지만, 동쪽 지방과 북쪽 지역은 야채와 순록 고기가 더 일반적이었다. 다양한 순무가 전통적인 요리법에서 일반적으로 사용되었으나, 18세기에 감자가 소개된 이후에는 감자로 대체되었다.
현대의 핀란드 음식은 전통적인 국가 음식에 현대의 대륙풍 음식인 오뜨 퀴진이 결합되었다. 생선과 고기는 핀란드 서부 지역에서 전통적인 핀란드 음식으로 중요한 역할을 담당하고, 동부 지역의 음식은 전통적으로 다양한 야채와 버섯이 중요한 재료이며, 그중에서 버섯은 2차 세계 대전 동안 카렐리아의 피난민들에 의해 뒤늦게 서구식 식사법으로 소개되었다. 핀란드의 기본적인 아침식사로는 오트밀이나 빵처럼 다른 대륙풍의 음식들이다. 점심은 거의 대부분 따뜻하게 먹는 정식으로, 직장의 구내 식당에서 제공된다.
새로운 핀란드식 요리에서 음식들은 가벼워지고, 양이 적어지고, 일반적으로 다양한 몇가지 채소를 포함하게 되었다. 이 조리 경향은 유럽과 미국 음식에서 영향을 받았다. 오늘날에는 향신료가 최근 많은 핀란드 조리법에서 중요한 재료가 되었으며, 최근에 동서양의 요리를 보고 채택하였다.

## 핀란드 음식의 예
전통적인 핀란드 음식은 노르웨이 요리와 스웨덴 요리, 러시아 요리와 많은 부분에서 유사점을 가진지만, 조리방법에서 차이를 보인다. 예를 들어 핀란드 음식은 스웨덴 요리에 비해 덜 달고, 핀란드인들은 러시아인들과 비교했을 때 음식을 요리할 때 사워크림(또는 스메타나 크림)을 적게 쓰거나 아예 쓰지 않는다.

## 같이 보기
- 북유럽 요리